# Croix de cimetière de Saint-Dizant-du-Bois
La croix de cimetière à Saint-Dizant-du-Bois, une commune du département de la Charente-Maritime dans la région Nouvelle-Aquitaine en France, est une croix de cimetière datant du XVIIe siècle. Elle est située à droite de l'église, à l'endroit où se trouvait autrefois le cimetière. La croix a été classée monument historique le 15 février 1913.